# LimeWire
LimeWire es un cliente peer-to-peer (P2P) libre y gratuito para la red Gnutella, diseñado para la compartición de archivos, en su momento, su ahora descontinuada versión original, fue reemplazada por FrostWire y WireShare. Este software funcionaba en un protocolo abierto, gratuito para el uso público. Fue publicado bajo la licencia GPL. Fue también un cliente BitTorrent.
Debido a una demanda impuesta por la RIAA con respecto a violaciones de copyright, Limewire dejó de desarrollarse y distribuirse desde el 27 de octubre de 2010.
Sin embargo, sus operaciones fueron reestablecidas en 2022, como una plataforma para compartir archivos.

## Características
LimeWire permitía compartir cualquier tipo de archivo entre los que estaban audio, vídeo, programas entre otros. A diferencia de Ares Galaxy estaba programado en Java por lo que era necesario tener instalado la Java Runtime Environment (JRE).
Limewire se caracterizó por dos cosas: simplicidad y velocidad. Su interfaz aunque poseía muchísimas herramientas, era muy fácil de utilizar y comprender. También permitía conectarnos con nuestros amigos de manera directa (mediante IP) y enterarnos de los últimos archivos que habían aparecido en la red.
Su velocidad era producto de muchos años de desarrollo. Las tasas de transferencia de este cliente superaban casi cualquier cliente. 
Para facilitar la instalación para los usuarios casuales, los paquetes de instalación estaban disponibles para Microsoft Windows, Mac OS X, y en el formato RPM/Debian para GNU/Linux. A partir de la versión 4.0.10, ya no fue soportado por Mac OS 9 y sistemas operativos anteriores. 
La versión para Windows del instalador de LimeWire incluía una versión del instalador de Java, que descargaba e instalaba la versión 1.5 de Java Runtime Environment si detectaba que la máquina no tenía una versión reciente de Java instalada.

## LimeWire Basic y Pro
LimeWire permitía escoger entre la edición Basic y la Pro. Esta última era de pago, pero desde la sección de descarga de Programas de la Basic se podía descargar la Pro, e incorporaba mejoras en comparación con la edición Basic. Sin embargo, los diseñadores garantizaban tanto en LimeWire Basic como en Pro:
- Software totalmente libre de spyware, adware u otro tipo de malware (esto no garantiza que las descargas estén libres de estos programas).
- Descargas desde múltiples computadoras.
- Reproductor integrado de audio.
- Versiones del producto en distintos idiomas, incluido el castellano.
- Total compatibilidad con los sistemas operativos Windows, Mac OS X y GNU/Linux.

## Cierre y renacimiento
El 27 de octubre de 2010 tras perder el juicio con Recording Industry Association of America (RIAA) dejó de funcionar por los derechos de autor de los sellos discográficos. El CEO de LimeWire, George Searle, reconoció que estaba decepcionado con el resultado final del juicio, Estamos muy orgullosos de nuestra historia pionera y por años hemos trabajado duro para reducir la brecha entre la tecnología y los dueños de los derechos de autor del contenido. Sin embargo, en esta oportunidad, no tenemos opción más que terminar la distribución y soporte de nuestro software, afirmó.[cita requerida]
El 9 de noviembre de 2010, resucitó bajo el nombre de LimeWire Pirate Edition. Un grupo de personas que aún no se han dado a conocer, retomaron el proyecto. Esta nueva versión del software, está basada en la beta 5.6 de LimeWire por lo que la mayoría de funcionalidades siguen presentes eliminando los componentes indeseables, como Ask! Toolbar y todos los otros tipos de malware, spyware, adware, y backdoors fueron retirados, así como las dependencias de todos los servidores de LimeWire LLC.
En respuesta a las alegaciones de que un miembro actual o anterior del personal de Lime Wire LLC, pudo escribir y publicar el software, la compañía ha declarado que: "Limewire no está detrás de estos esfuerzos. Limewire no los autoriza, y que Limewire está cumpliendo la acción del Tribunal por parte de la RIAA por violaciones de copyright el 26 de octubre de 2010".[cita requerida]
El 11 de diciembre de 2010, la fuente de LimeWire Pirate Edition se incluyó en el código fuente del popular sitio de alojamiento web SourceForge. Debido a las preocupaciones de derechos de autor, el nombre de la aplicación se cambió a WireShare. La aplicación es compatible con Microsoft Windows, Linux y Mac OS X.
En marzo de 2022 anuncia su renacimiento como plataforma para comprar y vender contenido musical exclusivo, incluyendo un mercado NFT para hacerlo usando Blockchain. El lanzamiento previsto del nuevo LimeWire se realizará en mayo de 2022.
En 2022, Limewire fue relanzado, como una herramienta para compartir archivos.

### Resoluciones judiciales similares
- AllOfMP3
- Kazaa
- Mininova
- Napster